# Eugène Cattin
Eugène Cattin (21. ledna 1866 – 8. května 1947) byl švýcarský poštovní doručovatel a fotograf z Les Bois. Je známý fotografiemi běžného života ze svého domovského regionu.

## Životopis
Eugène se narodil 21. ledna 1866 v Les Bois a stal se poštovním úředníkem ve své rodné vesnici, kam nastoupil po své matce.
Během své poštovního obchůzky, na koni nebo na kole, Eugène Cattin fotografoval svůj domovský region a jeho obyvatele. Realizoval více než 3,100 snímků na fotografických deskách, většinou venku, které představují každodenní život Franches-Montagnes. Jeho fotografie jsou v archivu Archives cantonales jurassiennes, které tuto sbírku nahrály na servery Wikimedia Commons v roce 2016.

## Galerie

Eugène Cattin se svým psem
Eugène Cattin se svým kolem
Eugène Cattin se svým poštovním koněm
Cattins Haus vor der Erweiterung. Die weisse Fläche, die als Hintergrund für Fotoaufnahmen genutzt wurde, ist hier deutlich zu erkennen
Bildnis einer Kuh vor dem Restaurant von La Chaux-d'Abel
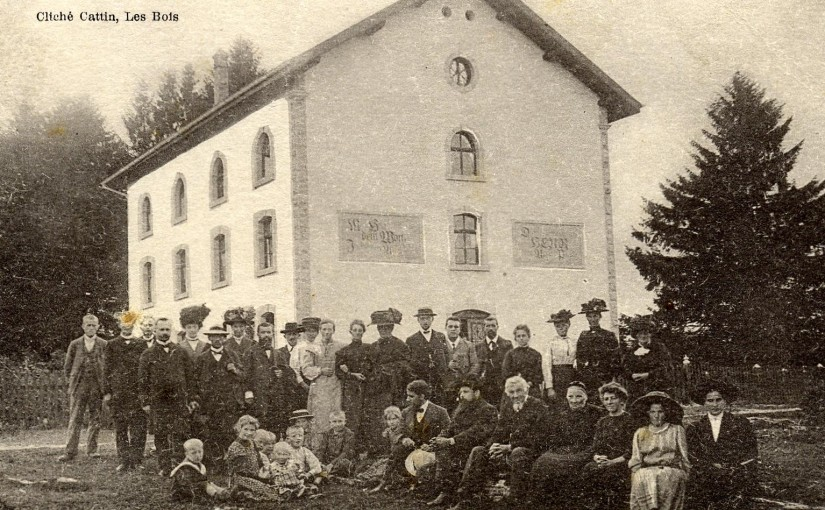
Eine Ansichtskarte mit der 1905 errichteten Chapelle de La Chaux-d'Abel
Im Vordergrund die Kamerabox sowie der Hund mit dem Schlitten. Der Hof der Familie Jobin im Hintergrund rechts ist erhalten geblieben
Ein Kuriosum: Auf diesem Gruppenbild wurde auch ein Hefezopf verewigt
Ein Gruppenbild auf den Échelles de la Mort